# Raúl Berzosa Fernández
Juan Raúl Berzosa Fernández (Málaga, 20 de abril de 1979), con firma artística Raúl Berzosa, es un pintor español de estilo realista y temas religiosos. Se ha especializado en cuadros de temática teológica que retratan en muchos casos diversos relatos bíblicos del antiguo y nuevo testamento, siempre con gran naturalismo. En la actualidad está considerado el mejor pintor español de este género.

## Biografía y obra
Raúl Berzosa Fernández nació en Málaga el 20 de abril de 1979 en el seno de una familia católica y cursó estudios en el colegio de los Hermanos Maristas del Barrio de La Victoria, de Málaga. A finales comienzo de los años 1990 comenzó sus preparación con distintos maestros locales. Su vocación por la pintura religiosa le llevó también, desde muy joven, a pintar esta temática, aunque sus primeros trabajos independientes y autodidactas fueron de diversas temáticas, en especial marinas.
Su primera incursión pública en el ámbito de la pintura religiosa fue el cartel de la Cofradía del Rocío de la Semana Santa del año 2000 a la edad de 19 años. En adelante proliferaría en carteles cofrades y en encargos particulares de retratos y temas locales. En el año 2006 realiza su primera colaboración con el periódico Sur de Málaga, siendo uno de los pintores seleccionados para una promoción de postales navideñas.
En 2007 pinta la capilla de Jesús de la Puente del Cedrón, de la Cofradía de la Paloma. Más adelante llegarían los encargos para el templo de la Hermandad de los Gitanos de Sevilla, sufragados por la Duquesa de Alba, la decoración pictórica de la Iglesia de San Felipe Neri de Málaga y cartelería de gran calidad y responsabilidad como el del Junio Eucarístico de Sevilla del año 2009, las jornadas del Mater Dei en Málaga de 2013, el cartel oficial de la Semana Santa de Sevilla en 2015 y el de la Semana Santa de Málaga en 2017.
En septiembre de 2014 realiza el cartel de la coronación canónica de la Virgen del Rocío, convirtiéndose el 19 de septiembre de 2014 -día de la presentación de la pintura- por vez primera en su carrera artística en Trending topic a nivel nacional. Esta última pintura fue utilizada por Correos y por Loterías y Apuestas del Estado para emitir un sello y un décimo con motivo de la coronación de la Virgen.
También ha ejecutado obras sacras para Estados Unidos con la realización de una Anunciación de gran formato para Fargo (Dakota del Norte) o varias pinturas de carácter Eucarístico para la colección "Faces of the Christ".
En octubre de 2015 fue recibido en audiencia por el entonces papa emérito Benedicto XVI.
En noviembre de 2015 la Ciudad del Vaticano emitió un sello ilustrado con pinturas de Raúl Berzosa que conmemoraba el quinto centenario del nacimiento de Santa Teresa de Jesús y San Felipe Neri.
En noviembre de 2016 le fue encargado por la Santa Sede una pintura que protagonizase el sello por el 80 cumpleaños del Papa Francisco. En diciembre de 2016 tuvo la oportunidad de explicar en el Vaticano al Santo Padre el significado de su pintura, manifestándole su santidad que 'le había gustado mucho'. La pintura original está depositada en el museo vaticano de arte.

## Formación
Estudia Educación General Básica y Educación Secundaria en el Colegio Nuestra Señora de la Victoria de los Hermanos Maristas de Málaga. Es licenciado en Historia del Arte por la Universidad de Málaga y obtiene el Certificado de Aptitud Pedagógica también en la Universidad malacitana.

## El Oratorio de Santa María Reina y Madre
Situado en la Plazuela Virgen de las Penas en Málaga, es un templo de reciente construcción (2008). Alberga a las imágenes del Cristo de la Agonía y María Santísima de las Penas, titulares de la Cofradía de las Penas. La decoración pictórica interior ha sido realizada por pintor malagueño Raúl Berzosa, se ha ejecutado en distintas etapas desde el año en 2008 siendo la última parte la decoración del techo finalizada en septiembre de 2014. Las pinturas recogen un estudiado programa iconográfico.
La iconografía del Oratorio de Santa María Reina está basada en los "Triunfos", en los arcos laterales se sitúan el triunfo de la Eucaristía sobre la idolatría; la Iglesia sobre el pecado; de la Caridad sobre la avaricia; del Catolicismo sobre las herejías y de la Santa Cruz sobre la muerte.
En las paredes traseras dos placas pintadas hacen alusión a la colocación de la primera piedra del templo y de la consagración del mismo. En el bajo coro se sitúa el Triunfo del nombre de Jesús IHS.
En la parte frontal del templo el profeta Elías y Moisés flanquean el Agnus Dei y en la bóveda del presbiterio una representación de la exaltación del nombre de Dios (Tetragrámaton).El techo del Oratorio con unas dimensiones aproximadas de 140 m² está dedicado a la Coronación de la Virgen María. 
El conjunto de pinturas murales ha sido realizadas con la técnica del acrílico sobre la pared mientras que los lienzos han sido realizados con la técnica del óleo sobre lino. 

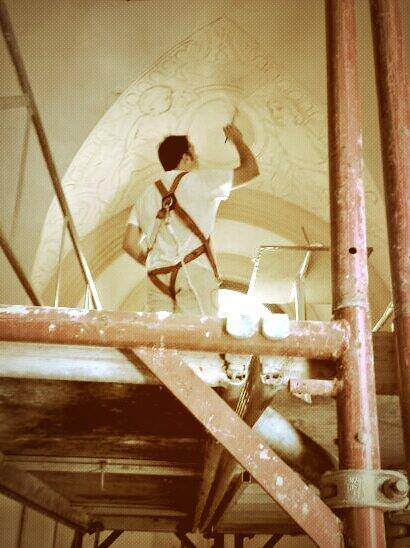
Raúl Berzosa ejecutando el techo del oratorio (2014).

## Distinciones
- En el año 2003 se le concede el Escudo de Oro del Hospital Civil de Málaga.
- En el año 2006 es nombrado Hermano Predilecto de la Archicofradía de la Expiración de Málaga.[12]
- En el año 2011 recibe el Galardón Onda Azul Juventud Cofrade de Málaga.[13]
- En el año 2012 se le concede el Escudo de Oro de la Cofradía de las Penas de Málaga.
- En el año 2012 recibe el premio Pintor del año 2011 otorgado por la Asociación de Escritores de Málaga.
- En el año 2014 recibe la Insignia de Oro de la Cofradía del Cautivo de Málaga.
- En el año 2017 recibe el Escudo de Oro de la Cofradía del Rocío de Málaga.[14]
- En el año 2018 recibe la Cruz de honor de la Cruz Fidelitas del Arzobispado Castrense de España.
- En el año 2019 recibe el nombramiento de Académico Honorario de la Pontificia e Insigne Academia de los Virtuosos del Panteón en Roma.[15]

## Galería

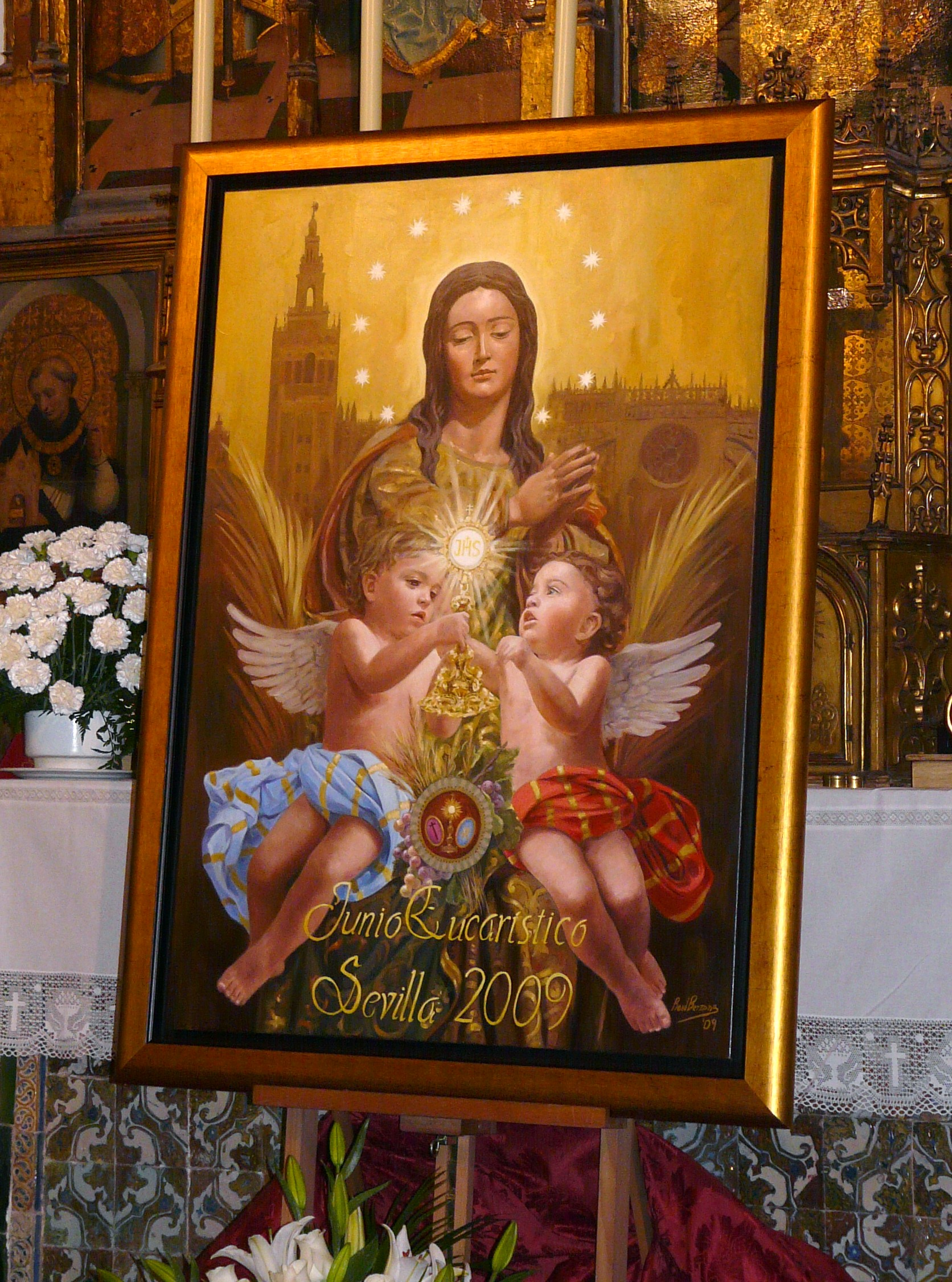
Pintura que sirvió para ilustrar el cartel de Junio Eucarístico de Sevilla en el año 2009.
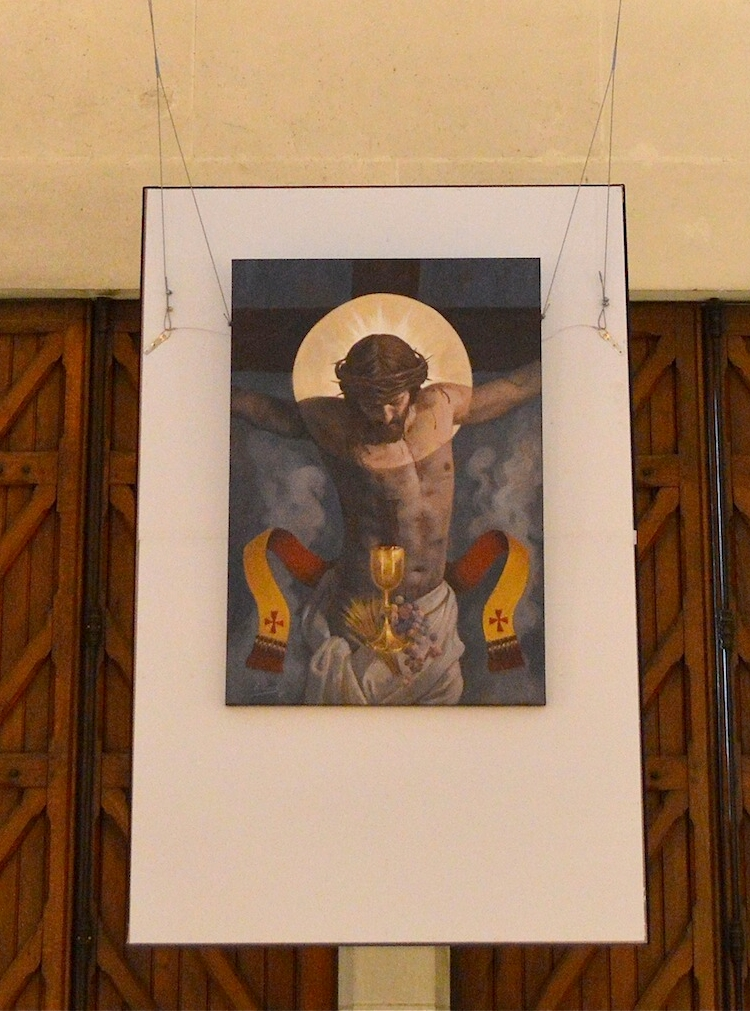
Cristo Eucarístico en una exposición en Francia.
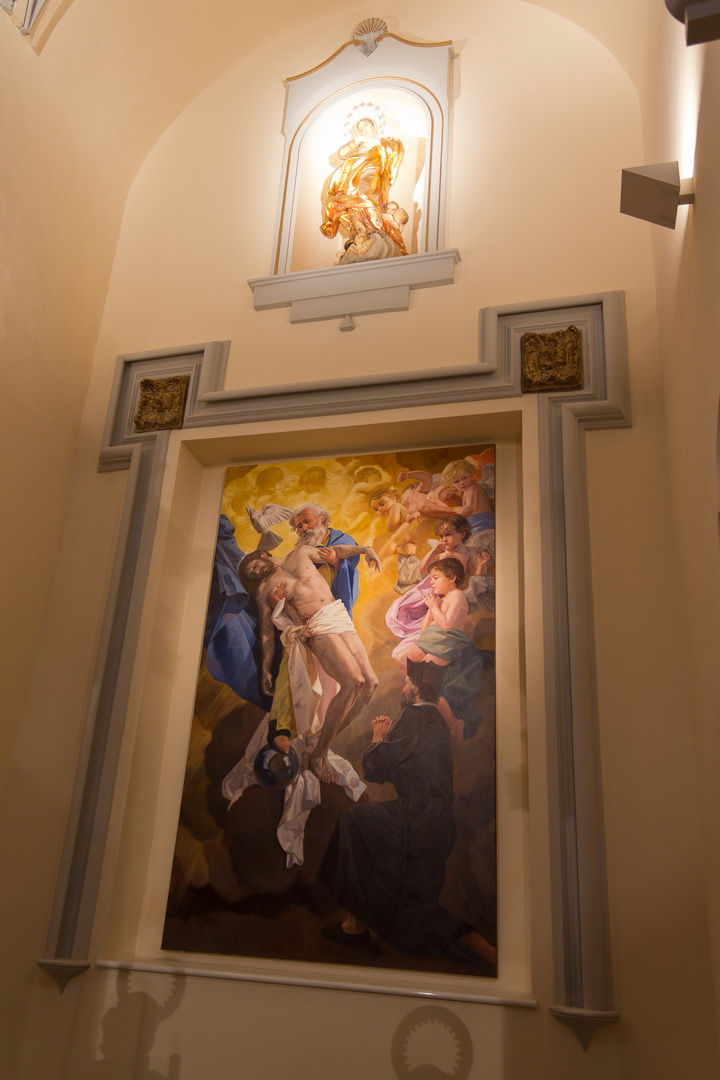
Pintura de San Felipe Neri tras el altar de la Iglesia del mismo nombre.
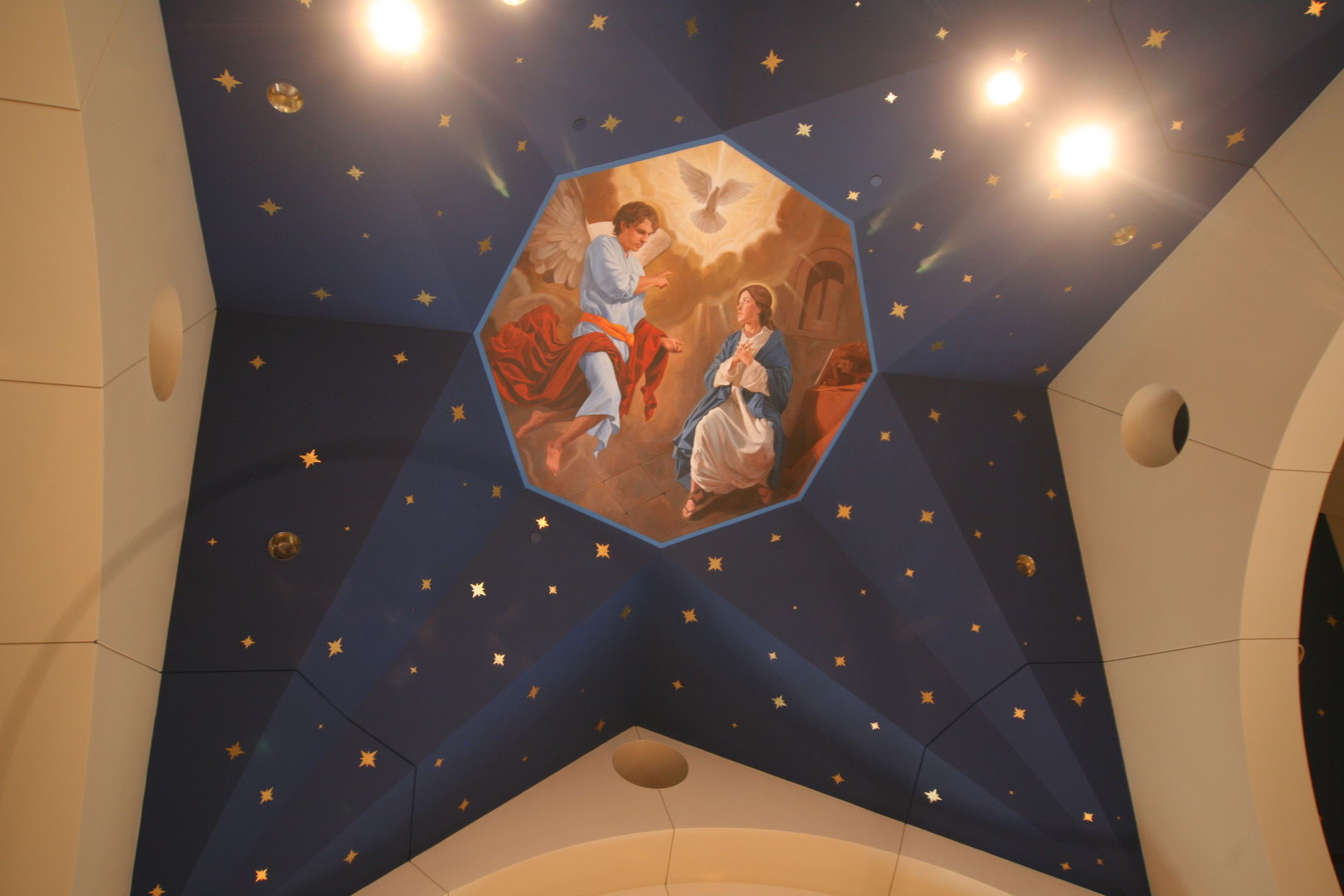
Detalle del centro de la capilla de Adoración de Guadalupe en Fargo con la pintura "Anunciación de Raúl Berzosa" (Dakota del Norte, Estados Unidos).